# 戈瓦尔巴拉
戈瓦尔巴拉（/ɡoʊɑːlˈpɑːrə/），是印度阿萨姆邦戈瓦尔巴拉县的一个城镇和行政中心。总人口48911（2001年）。

## 人口
该地2001年总人口48911人，其中男性25240人，女性23671人；0—6岁人口6008人，其中男3057人，女2951人；识字率68.50%，其中男性为72.61%，女性为64.12%。